# GBU-57
GBU-57 (inaczej: Massive Ordnance Penetrator – MOP) – amerykańska bomba penetrująca przeznaczona do niszczenia bunkrów i innych obiektów silnie umocnionych. Masa bomby wynosząca 13 600 kg wielokrotnie przewyższa poprzednią amerykańską bombę przeznaczoną do niszczenia schronów i umocnień GBU-28, która ważyła 2270 kg.

## Historia
W 2002 roku wytwórnie Northrop Grumman i Lockheed Martin rozpoczęły prace projektowe nad nową przeciwbetonową bombą lotniczą o masie 13 600 kg, nazywaną roboczo Big BLU. Akronim BLU pochodzi od angielskiej nazwy bomby swobodnie opadającej Bomb Live Unit. Prace nad bombą zostały czasowo przerwane ze względu na poważne problemy natury technicznej. Projekt wznowiono w oparciu o doświadczenia wyniesione z inwazji na Irak z 2003. Po zbadaniu trafionych ówcześnie używanymi bombami bunkrów oceniono, że żadna współcześnie używana broń amerykańska nie jest w stanie kompletnie zniszczyć wielu głęboko pod ziemią położonych schronów, w związku z czym wznowiono program największej bomby przeciwbetonowej MOP.
Koncepcja tak dużej broni została już opracowana w oparciu o największą znajdująca się na wyposażeniu USAF bombę burzącą GBU-43/B MOAB. Po pracach rozwojowych w Eglin na Florydzie, firma Boeing Company otrzymała w 2011 kontrakt na wyprodukowanie 8 bomb z dodatkowym wyposażeniem.
Nosicielem bomb jest samolot bombowy B-2, mogący przenosić 2 takie bomby równocześnie. Naprowadzanie na cel odbywa się przy użyciu systemu GPS.
Oceniana przebijalność bomby wynosi:
- 60 metrów zbrojonego betonu o wytrzymałości na ściskanie 35 MPa
- 8 metrów zbrojonego betonu o wytrzymałości na ściskanie 69 MPa
- 40 metrów skały o średniej twardości

## Użycie bojowe
Bomby GBU-57 zostały zrzucone 22 czerwca 2025 r. przez amerykańskie samoloty B-2 podczas wojny izraelsko-irańskiej